# Eyja- og Miklaholtshreppur
Eyja- og Miklaholtshreppur is een gemeente in het westen van IJsland in de regio Vesturland. De gemeente heeft 140 inwoners (in 2006). De gemeente ontstond op 11 juni 1994 door het samenvoegen van de gemeentes Eyjarhreppur en Miklaholtshreppur.
Akraneskaupstaður · Hvalfjarðarsveit · Skorradalshreppur · Borgarbyggð · Grundarfjarðarbær · Helgafellssveit · Stykkishólmsbær · Eyja- og Miklaholtshreppur · Snæfellsbær · Dalabyggð